# Maszyna przeróbcza
Maszyna przeróbcza (technologiczna) – maszyna robocza dokonująca na przedmiotach pracy przemian fizycznych (mechanicznych: np. koparka, kruszarka; innych: spawarka, nagrzewnica) lub chemicznych (piec, aparatura chemiczna).